# Gà Castellana Negra

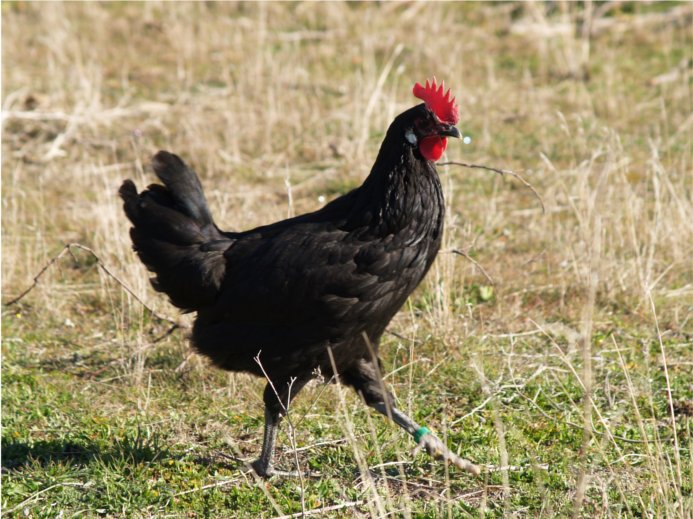
Gà Castellana Negra

Gà Castellana Negra hoặc Gallina Castellana Negra là một giống gà nhà có nguồn gốc từ Tây Ban Nha, chúng là một giống gà đẻ trứng sai, chúng mộc mạc và kháng bệnh tật. Giông gà này trước đây được nuôi giữ rộng rãi và được khai thác thương mại ở Tây Ban Nha. Kể từ khi cuộc xâm thực của gà lai đẻ trứng thương mại và sự phổ biến của các phương pháp nuôi gà thâm canh cao (chăn nuôi công nghiệp) chúng gần như biến mất.

## Lịch sử
Các con gà Castellana Negra được cho là đã được du nhập đến Al-Andalus bởi những kẻ chinh phục người Hồi giáo Moorish, và vì lý do này đôi khi được gọi là Moruna có nghĩa là "Moorish". Nó đã được phổ biến rộng rãi ở miền nam và miền trung Tây Ban Nha, nhưng không được biết đến ở phía bắc bán đảo Tây Bồ (Iberia) cho đến cuối thế kỷ XIX. Gà đen này được biết đến ở nhiều vùng khác nhau của đất nước: Zamorana theo tỉnh Zamora, Leonesa ở tỉnh León (cả trong cộng đồng tự trị Castilla y León), Andaluza Negra ở Andalucia hoặc Jerezana trong khu vực Jerez de la Frontera.
Làm thế nào những con gà đen của Castilla y León đã được chọn và thống nhất để trở thành một giống không được ghi nhận. Từ cuối thế kỷ XIX nó đã được xem xét với tinh cách như vậy, và một tiêu chuẩn giống đã được soạn thảo vào năm 1926 bởi D. Enrique P. de Villamil điều này đã được phê duyệt vào năm 1930. Sau sự ra đời của việc chăn nuôi gà đẻ trong lồng và các giống lai đẻ trứng thương mại nhập khẩu, gà Castellana Negra đã gần như biến mất. Nó được đưa vào chương trình bảo tồn các giống gà bản địa của Viện nghiên cứu nông nghiệp Agraria y Alimentaria, một viện nghiên cứu nông nghiệp công cộng, từ 1975 đến 2010.
Bước đầu tiên hướng tới sự phục tráng của giống này đã được báo cáo vào năm 1981. Bắt đầu giống với hai giống gà được xác định ở Córdoba, và thêm mười con từ Mérida ở Extremadura. Tổng số lượng ở Tây Ban Nha vào thời điểm đó được cho là 150–200 con gà. Trong năm 2009, có khoảng hàng trăm con gà Castellana Negra được Viện Institut Nacional de Investigación Agraria nuôi giữ, và khoảng một ngàn tại viện nông nghiệp của Đại học Valladolid ở Soria. Hạt nhân bị cô lập của giống, không phải tất cả các giống thuần chủng, cũng được báo cáo từ Zamora, León và Salamanca ở Castilla y León, từ khu vực Toledo ở Castilla-La Mancha, và từ Andalucia.
Gà Castellana Negra không được đưa vào danh sách chính thức của các giống bản địa Tây Ban Nha trong nghị định hoàng gia ngày 26 tháng 12 năm 2008, đã thành lập chương trình bảo tồn giống vật nuôi quốc gia, nhưng được bổ sung vào thứ tự ngày 4 tháng 3 năm 2010. Một tiêu chuẩn giống mới đã được phê duyệt vào ngày 24 tháng 3 năm 2010 trong một nghị quyết cũng cho phép hiệp hội các nhà lai tạo, tổ chức Asacacón Nacional de Criadores de Gallinas Selectas de Pura Raza Castellana, duy trì đàn giống nền cho giống gà này. Các con gà Castellana Negra được liệt kê trong số các giống bản địa có nguy cơ tuyệt chủng.

## Đặc điểm
Gà Castellana Negra thuộc loại gà Địa Trung Hải có cấu trúc cơ thể nhẹ nhàng và có kích thước trung bình. Gà trống nặngtừ 2,8–3 kg và gà mái khoảng 2,3 kg. Bộ lông chúng hoàn toàn đen, với đèn xanh lục ánh kim. Chiếc mồng là duy nhất, với năm hoặc sáu điểm được xác định rõ, mào, mặt và lắc có màu đỏ, tai màu trắng. Mỏ có màu đen hoặc có sừng, và chân và bàn chân là màu của đá phiến tối. Gà Castellana Negramái bắt đầu đẻ lúc 4-5 tháng; chúng đẻ 200-225 trứng vỏ trắng mỗi năm, với trọng lượng trung bình khoảng 60g